# Pod Liščím kupem
Pod Liščím kupem je přírodní památka, která se nachází v okrese Prostějov jihozápadně od obce Buková a leží v okolí potoka Zábrana. Území spravuje Krajský úřad Olomouckého kraje. Důvodem ochrany jsou ostřicová lada s bohatým porostem prstnatce májového.

## Geologie
Podloží je tvořeno kulmskými drobami, nad nimi se vyvinuly zbahnělé gleje.

## Vodstvo
Severní hranici tvoří Hamerský potok, v půlce přírodní památky je u něj vybudována dnes již nefunkční kamenná hráz.

## Flóra
Na území přírodní památky roste pcháč potoční (Cirsium rivulare), kuklík potoční (Geum rivale), starček potoční (Tephroseris crispa), suchopýr úzkolistý (Eriophorum angustifolium), kakost bahenní (Geranium palustre), ostřice prosová (Carex panicea), ostřice obecná (Carex nigra) a prstnatec májový (Dactylorhiza majalis).

## Fotogalerie

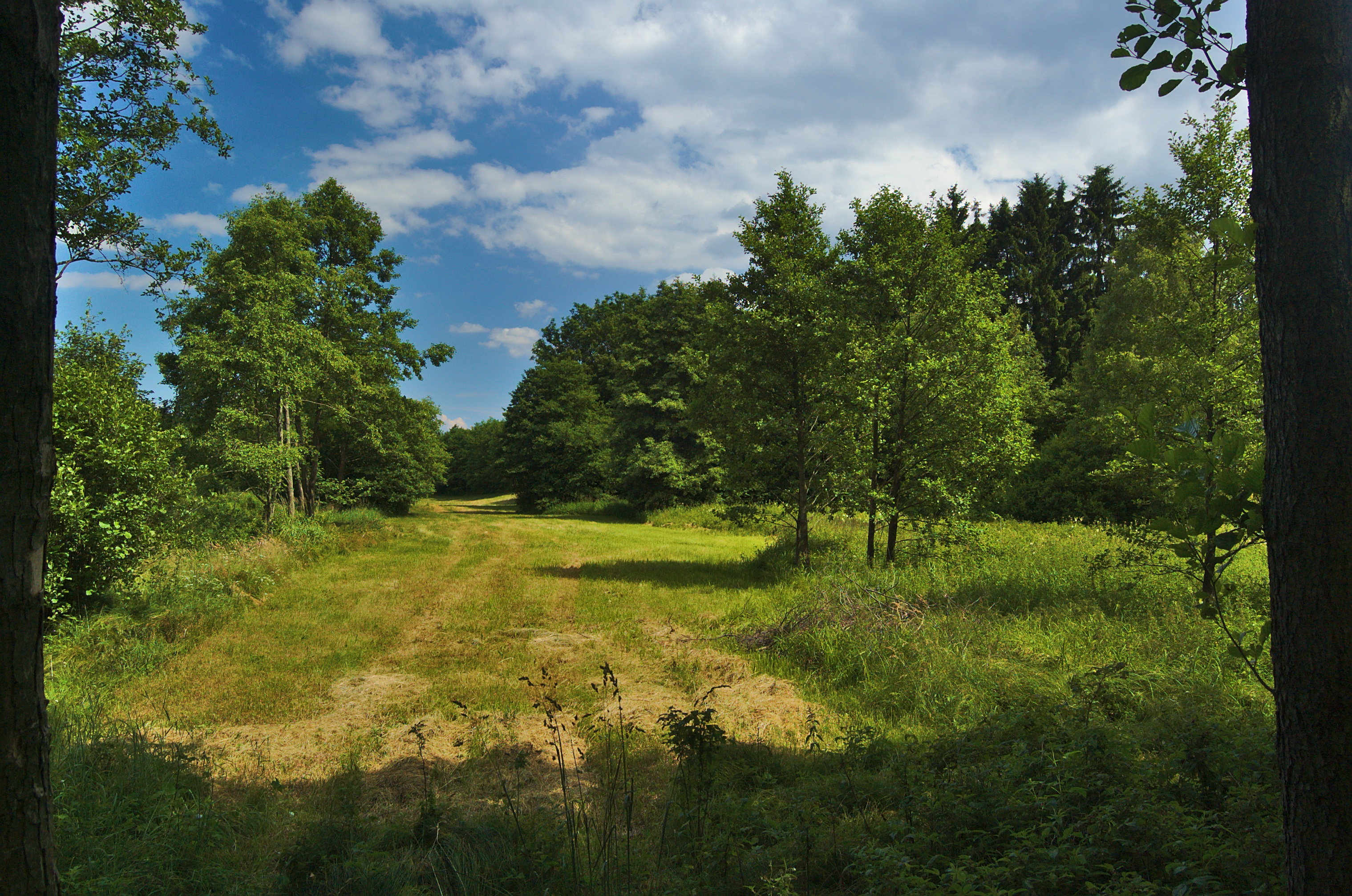
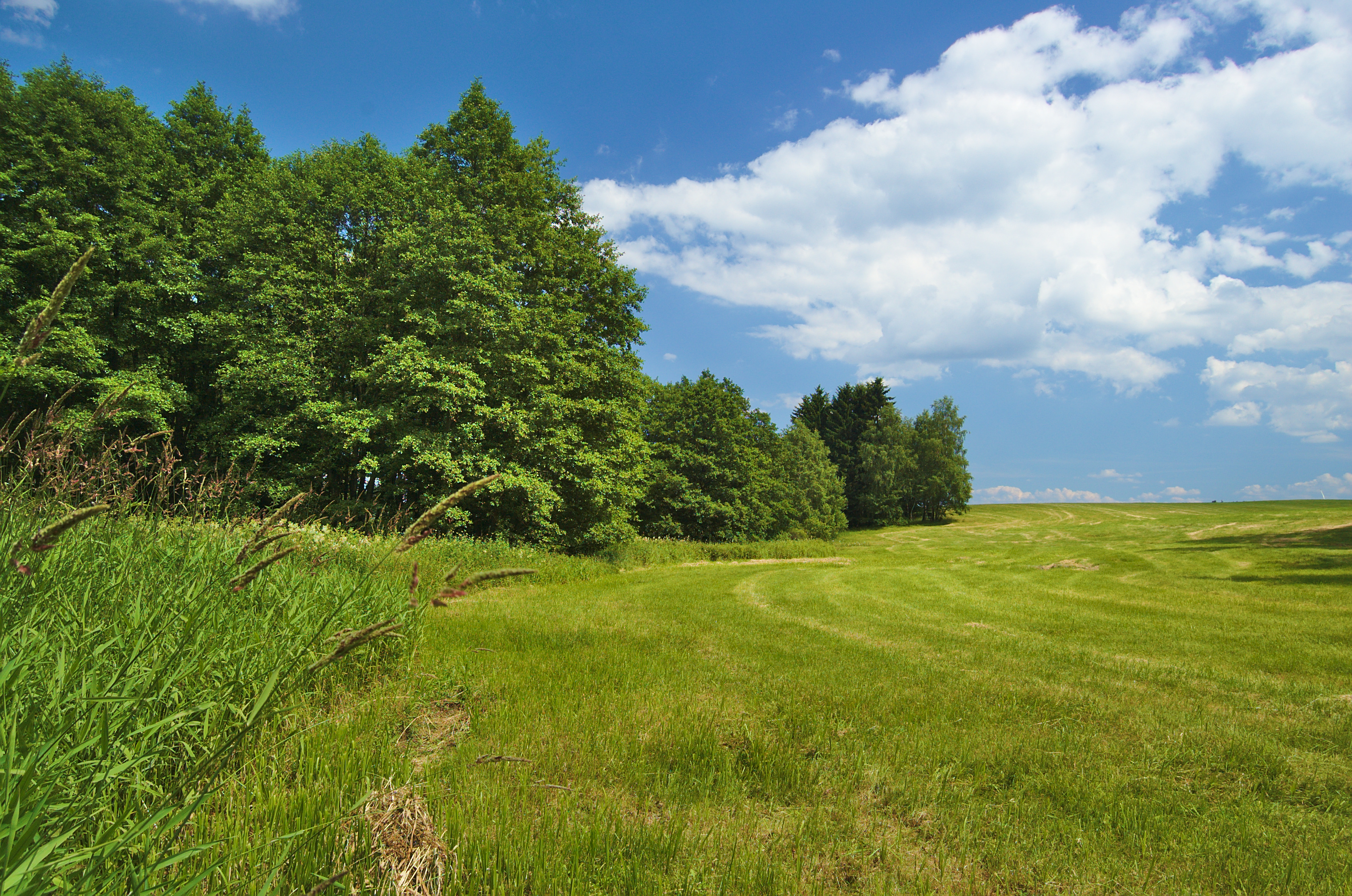
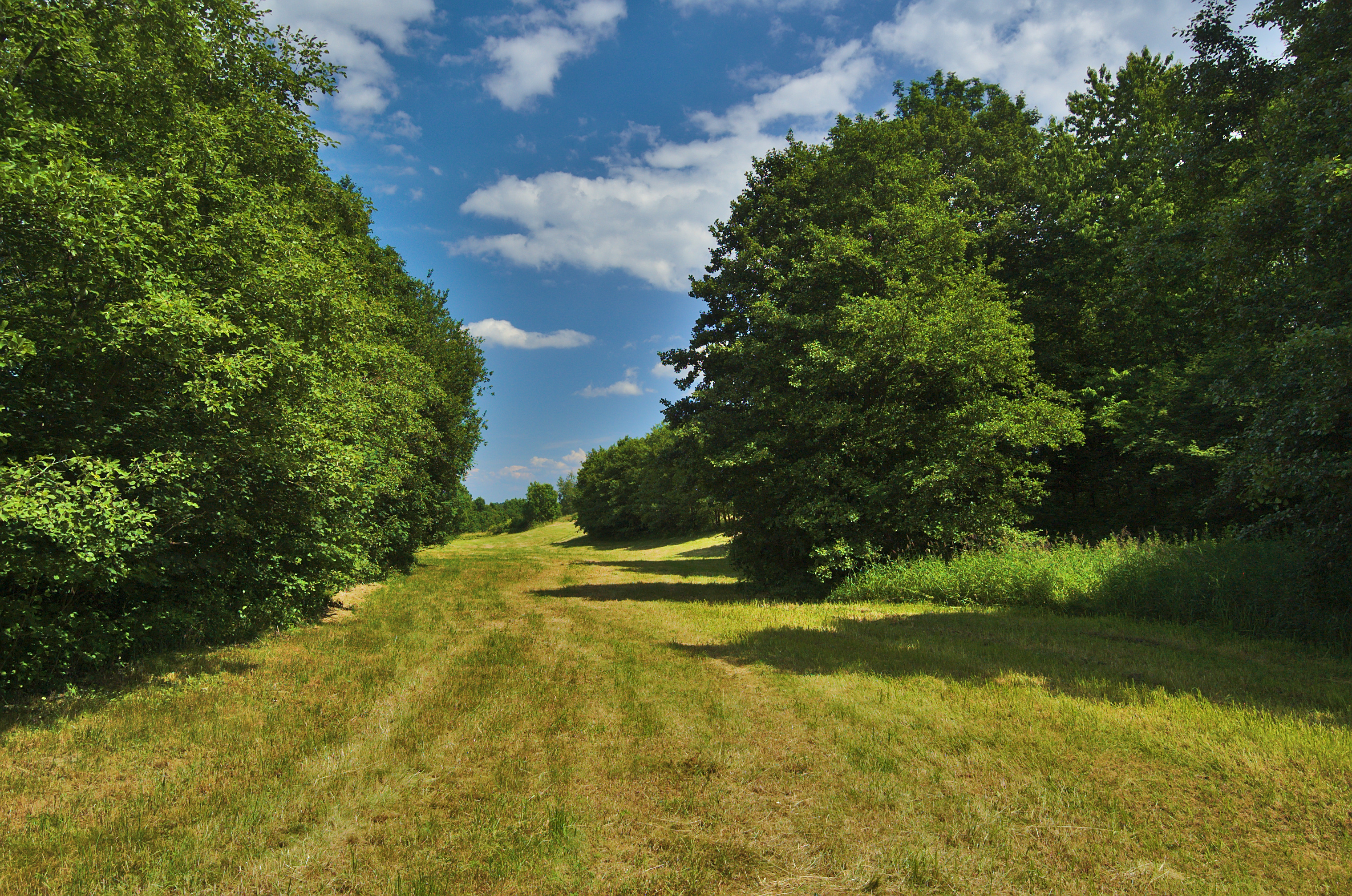
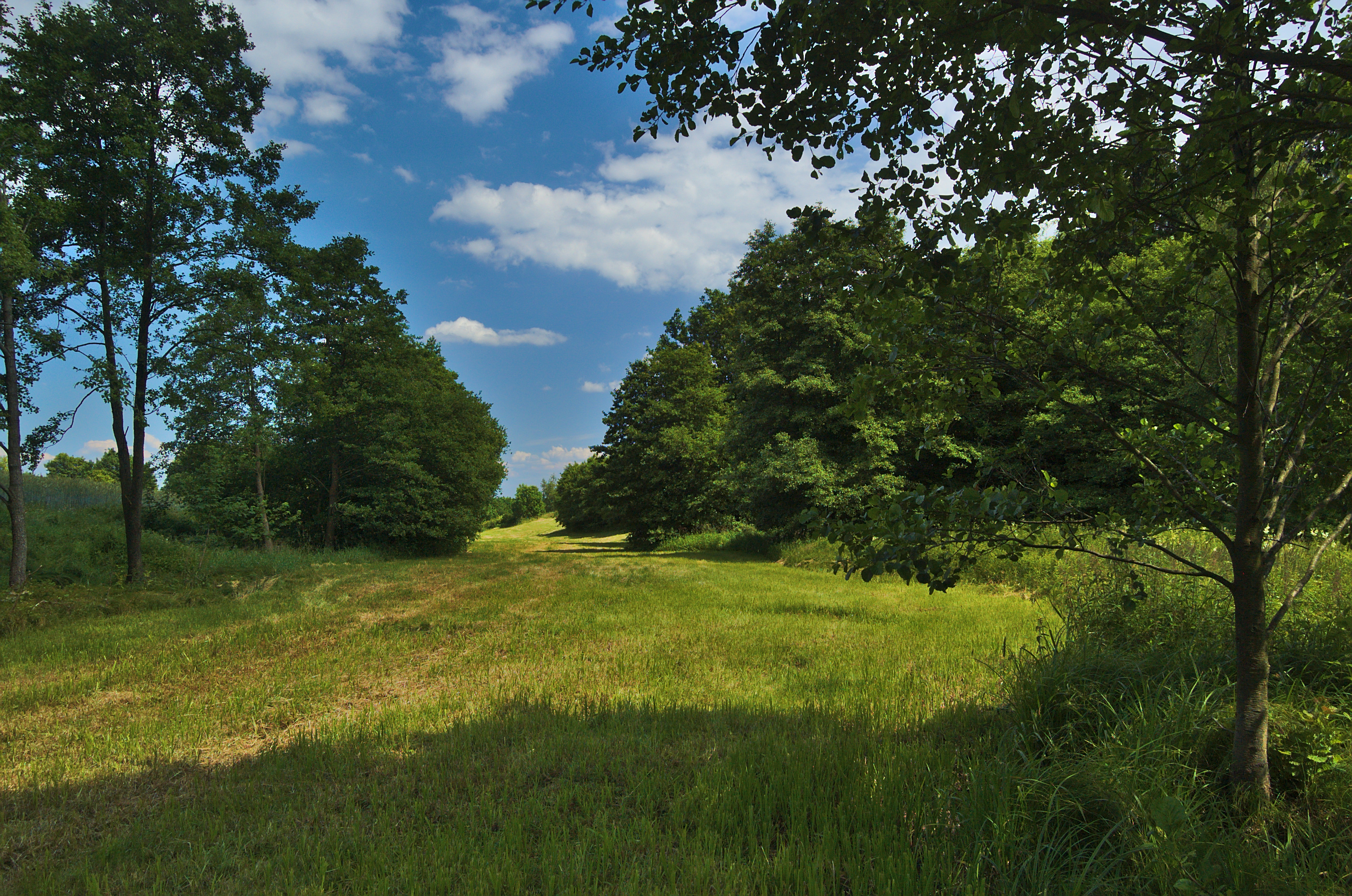
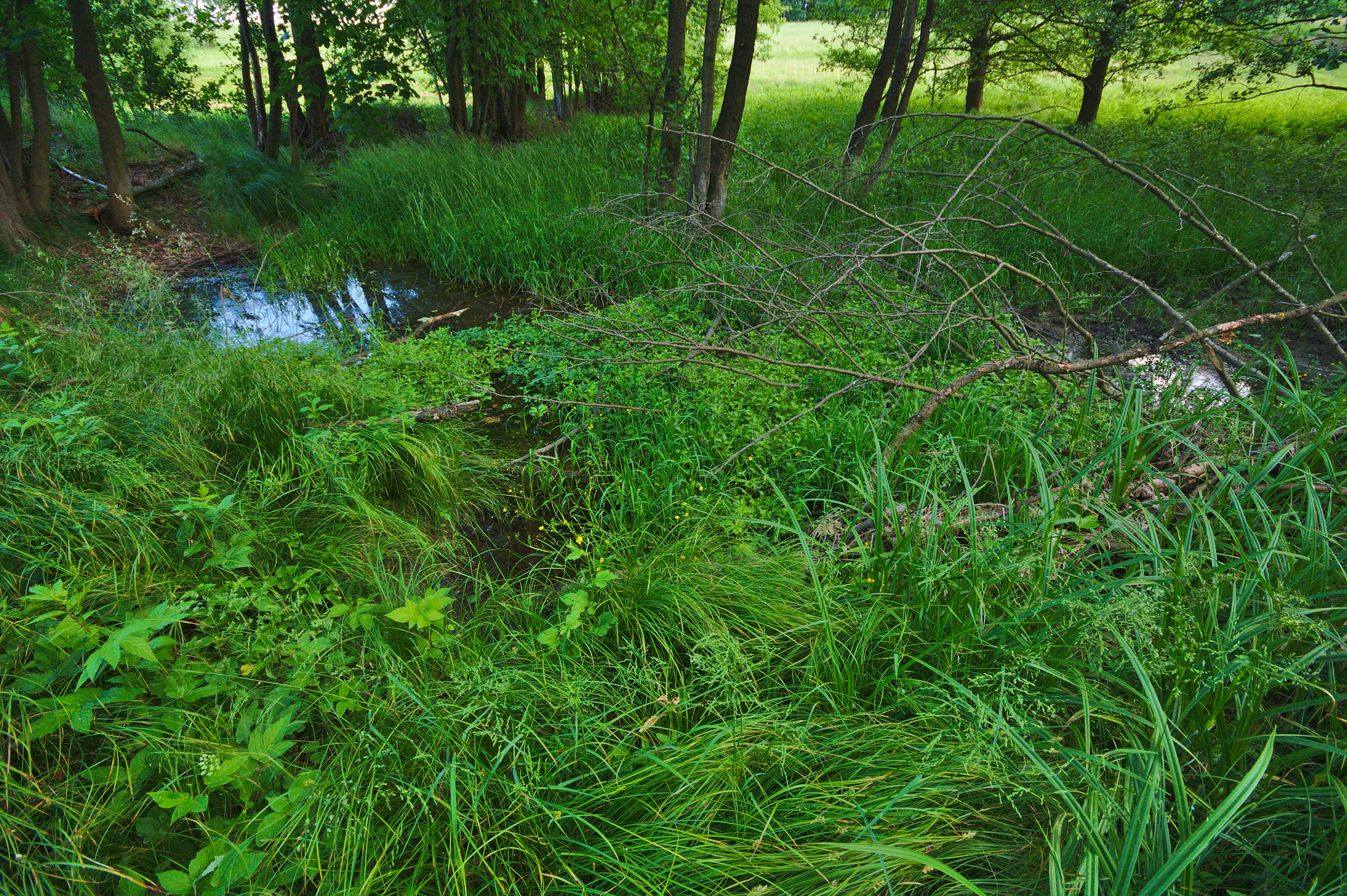
Bažinatá část PP